# Giotto (cràter)
Giotto és un cràter d'impacte en el planeta Mercuri de 144 km de diàmetre. Porta el nom del pintor italià Giotto di Bondone (c. 1271-1337), i el seu nom va ser aprovat per la Unió Astronòmica Internacional el 1976.